# Mattias Silvell
Mattias Frederick Silvell, född 8 maj 1970 i Brännkyrka församling, Stockholm, är en svensk skådespelare.
Silvell studerade vid Teaterhögskolan i Stockholm.  Därefter har han varit engagerad vid Teater Plaza, Dramaten, Teater Galeasen och Stockholms stadsteater. Silvell har även medverkat i film och TV-produktioner sedan tidigt 2000-tal. Han hade bland annat en större roll i de två första säsongerna av TV-serien Skeppsholmen 2002 och 2003.

## Filmografi (urval)

### Film
- 2002 – Beck – Sista vittnet
- 2003 – Kontorstid
- 2003 – Tur & retur
- 2005 – Styckmordet

### TV
- 2001 – En fot i graven (TV-serie)
- 2002 – Skeppsholmen (TV-serie)
- 2002 – Stackars Tom (TV-serie)
- 2003 – Paragraf 9 (TV-serie)
- 2004 – Linné och hans apostlar (TV-serie)
- 2007 – Pyramiden
- 2008 – Livet i Fagervik (TV-serie)
- 2008 – Sthlm (TV-serie)
- 2009 – Mannen under trappan (TV-serie)
- 2010 – En busslast kärlek (Molinska skrönor)
- 2011 – Anno 1790 (TV-serie)
- 2012 – Äkta människor (TV-serie)
- 2016 – Springfloden (TV-serie)
- 2016 – Fröken Frimans krig (TV-serie) (säsong 3)
- 2019 – Gösta (TV-serie)
- 2024 – Ronja Rövardotter (TV-serie)

## Teater

### Roller (ej komplett)
| År   | Roll               | Produktion                          | Regi                    | Teater                 |
| ---- | ------------------ | ----------------------------------- | ----------------------- | ---------------------- |
| 2003 | Jerry              | Krazy Jerrys mobila disco Gary Owen | Sara Cronberg           | Stockholms stadsteater |
| 2006 | Marc Dutroux       | Pinocchios aska Jokum Rohde         | Anna Novovic            | Dramaten               |
| 2008 | Måns Nilsson Karin | Tre kronor August Strindberg        | Åsa Kalmér              | Dramaten               |
| 2010 | Man C              | Om kärlek Lars Norén                | Sara Giese              | Dramaten               |
| 2010 | Caliban            | Lilla stormen Kristian Hallberg     | Sally Palmquist Procopé | Dramaten               |
| 2012 | Patron             | Chéri Colette                       | Jenny Andreasson        | Dramaten               |
| 2014 | Blom               | Streber Stig Dagerman               | Olle Jansson            | Dramaten               |